# Delphinium maderense
Delphinium maderense is een eenjarige plant uit de ranonkelfamilie (Ranunculaceae), die endemisch is op het Portugese eiland Madeira.

## Naamgeving enetymologie
- Synoniem: Delphinium peregrinum L. (1893) ex Hern Moniz. Bm.

De botanische naam Delphinium komt uit het Latijn en verwijst naar de gelijkenis van de honingklieren met een dolfijn. De soortaanduiding maderense verwijst naar de vindplaats, het eiland Madeira.

## Kenmerken
Delphinium maderense is een eenjarige, kruidachtige plant met een vertakte, behaarde stengel, tot 35 cm hoog. De bladeren zijn tot 5 cm lang, lijnvormig met een gave rand.
De blauwe bloemen staan met vijf tot acht bij elkaar in een lange, vertakte open bloemtros en hebben een diameter tot 2,5 cm, met een horizontaal tot licht stijgend spoor.

## Habitaten verspreiding
Delphinium maderense komt enkel voor op graanakkers in de vallei van Alegria (Sitio da Alegria) in het zuiden van het eiland Madeira, in de buurt van de hoofdstad Funchal.
... · 
D. bakeri  ·  
D. dubium  ·  
D. elatum (Hoge ridderspoor)  ·  
D. luteum  ·  
D. maderense  ·  
D. montanum (Bergridderspoor)  ·  
...